# Färöische Fußballmeisterschaft 2008
Die Färöische Fußballmeisterschaft 2008 wurde in der Formuladeildin genannten ersten färöischen Liga ausgetragen und war insgesamt die 66. Saison. Sie startete am 29. März 2008 mit dem Spiel von B36 Tórshavn gegen ÍF Fuglafjørður und endete am 25. Oktober 2008.
Víkingur Gøta war durch die Fusion von GÍ Gøta mit LÍF Leirvík der 24. Teilnehmer der höchsten Spielklasse nach Einführung des Ligaspielbetriebs 1947, die Aufsteiger B68 Toftir und ÍF Fuglafjørður kehrten nach jeweils einem Jahr in diese zurück. Meister wurde EB/Streymur, die den Titel somit zum ersten Mal erringen konnten. Titelverteidiger NSÍ Runavík landete auf dem vierten Platz. Absteigen mussten hingegen B71 Sandur nach zwei Jahren und Skála ÍF nach sieben Jahren Erstklassigkeit.
Im Vergleich zur Vorsaison verschlechterte sich die Torquote auf 2,70 pro Spiel, was nach 1982 und 1985 den drittniedrigsten Schnitt seit Einführung der 1. Deild bedeutete. Den höchsten Sieg erzielte HB Tórshavn am ersten Spieltag mit einem 8:1 im Heimspiel gegen Skála ÍF. Dies war neben dem 4:5 zwischen EB/Streymur und B36 Tórshavn am 25. Spieltag zugleich das torreichste Spiel.

## Modus
In der Formuladeildin spielte jede Mannschaft an 27 Spieltagen jeweils drei Mal gegen jede andere. Aufgrund der Vorjahresplatzierung trugen NSÍ Runavík, EB/Streymur, B36 Tórshavn, HB Tórshavn und Víkingur Gøta ein zusätzliches Heimspiel aus. Die punktbeste Mannschaft zu Saisonende stand als Meister dieser Liga fest, die letzten beiden Mannschaften stiegen in die 1. Deild, die färöische Zweitklassigkeit, ab.

## Saisonverlauf

### Meisterschaftsentscheidung
HB Tórshavn setzte sich zu Beginn an die Spitze der Tabelle. Nach drei Siegen folgten drei Unentschieden, so dass EB/Streymur am sechsten Spieltag mit einer Bilanz von vier Siegen und zwei Unentschieden vorbeiziehen konnte. Am 12. Spieltag betrug der Vorsprung vor HB bereits 10 Punkte, so dass die Tabellenführung trotz dreier Auswärtsniederlagen in Folge zwischen dem 13. und 15. Spieltag behauptet werden konnte. Am 20. Spieltag war der alte Abstand wiederhergestellt, Zweitplatzierter war nun NSÍ Runavík. Von den nächsten fünf Partien konnten daraufhin nur zwei gewonnen werden, so dass die Entscheidung um die Meisterschaft erst am vorletzten Spieltag fiel. EB/Streymur gewann hierbei auswärts bei Skála ÍF mit 3:1 und konnte somit von den beiden zuvor noch punktgleichen Verfolgern HB Tórshavn und B36 Tórshavn nicht mehr eingeholt werden.

### Abstiegskampf
Skála ÍF befand sich nach der 1:8-Auftaktniederlage gegen HB Tórshavn direkt am Tabellenende wieder. Nach einem 2:1-Sieg gegen KÍ Klaksvík konnte die Abstiegszone kurzzeitig verlassen werden, doch bereits am fünften Spieltag stand die Mannschaft wieder auf dem letzten Platz. Durch Unentschieden wurde die Position zwar um einen Platz verbessert, doch der nächste Sieg gelang erst am 13. Spieltag mit einem 2:0 bei B68 Toftir. Ab dem 15. Spieltag wurde wieder der zehnte Platz belegt, in den restlichen Spielen gelangen nur noch zwei Siege. Nach dem 25. Spieltag stand Skála als erster Absteiger fest, nachdem KÍ Klaksvík im Heimspiel gegen ÍF Fuglafjørður mit 4:2 gewinnen konnte und der Abstand zum achten Tabellenplatz somit nicht mehr aufgeholt werden konnte.
B71 Sandur startete mit einem Unentschieden und zwei Niederlagen in die Saison. Der erste Sieg gelang am vierten Spieltag mit einem 3:1 gegen Skála ÍF. Da die nächsten fünf Spiele verloren wurden rutschte die Mannschaft in die Abstiegszone und belegte ab dem siebten Spieltag den letzten Platz, erst am 13. Spieltag gelang mit einem 2:0 gegen KÍ Klaksvík der zweite Sieg. Diesem folgten jedoch zwei weitere Erfolge, so dass am 15. Spieltag die Abstiegszone wieder verlassen werden konnte, allerdings nur aufgrund der besseren Tordifferenz gegenüber B68 Toftir. Schon am nächsten Spieltag wurde wieder der neunte Platz belegt, in den verbliebenen Spielen folgten nur zwei weitere Siege. Nach der 0:1-Heimniederlage am 26. Spieltag gegen Víkingur Gøta standen sie als zweiter Absteiger fest.

## Abschlusstabelle
| Pl. | Verein              | Sp. | S  | U | N  | Tore    | Diff. | Punkte |
| --- | ------------------- | --- | -- | - | -- | ------- | ----- | ------ |
| 1.  | EB/Streymur (P)     | 27  | 17 | 4 | 6  | 054:330 | +21   | 55     |
| 2.  | HB Tórshavn         | 27  | 14 | 7 | 6  | 057:220 | +35   | 49     |
| 3.  | B36 Tórshavn        | 27  | 14 | 6 | 7  | 034:250 | +9    | 48     |
| 4.  | NSÍ Runavík (M)     | 27  | 14 | 5 | 8  | 041:330 | +8    | 47     |
| 5.  | Víkingur Gøta 1     | 27  | 12 | 6 | 9  | 043:330 | +10   | 42     |
| 6.  | B68 Toftir (N)      | 27  | 11 | 3 | 13 | 024:380 | −14   | 36     |
| 7.  | ÍF Fuglafjørður (N) | 27  | 9  | 4 | 14 | 032:460 | −14   | 31     |
| 8.  | KÍ Klaksvík         | 27  | 7  | 7 | 13 | 031:390 | −8    | 28     |
| 9.  | B71 Sandur          | 27  | 6  | 5 | 16 | 026:470 | −21   | 23     |
| 10. | Skála ÍF            | 27  | 4  | 7 | 16 | 022:480 | −26   | 19     |

Platzierungskriterien: 1. Punkte – 2. Tordifferenz – 3. geschossene Tore

| (M) | Meister des Vorjahrs           |
| (P) | Pokalsieger des Vorjahrs       |
| (N) | Neuaufsteiger aus der 2. Deild |

## Spiele und Ergebnisse
|                 | B36 | B36 | B68 | B68 | B71 | B71    | EB/St | EB/St | HB  | HB     | ÍF  | ÍF  | KÍ  | KÍ     | NSÍ | NSÍ | Skála | Skála | Víkingur | Víkingur |
| --------------- | --- | --- | --- | --- | --- | ------ | ----- | ----- | --- | ------ | --- | --- | --- | ------ | --- | --- | ----- | ----- | -------- | -------- |
| B36 Tórshavn    |     |     | 2:1 |     | 1:0 | 1:0    | 1:1   | 2:1   | 2:0 |        | 4:0 | 1:1 | 1:0 |        | 1:1 |     | 0:0   | 2:1   | 2:1      | 3:0      |
| B68 Toftir      | 0:1 | 1:0 |     |     | 0:3 |        | 0:3   |       | 0:0 | 2:1    | 0:1 |     | 1:1 | 1:0    | 0:2 | 0:1 | 0:2   |       | 1:0      |          |
| B71 Sandur      | 0:1 |     | 0:1 | 2:2 |     |        | 2:2   | 1:2   | 2:2 |        | 2:1 |     | 2:0 |        | 0:2 |     | 3:1   | 1:0   | 0:5      | 0:1      |
| EB/Streymur     | 4:5 |     | 3:1 | 2:1 | 2:1 |        |       |       | 2:1 | 00:0 1 | 3:2 | 0:1 | 4:0 | 4:2    | 2:0 |     | 3:0   |       | 3:1      | 2:1      |
| HB Tórshavn     | 0:0 | 3:0 | 5:0 |     | 3:0 | 6:0    | 2:0   |       |     |        | 3:2 | 2:0 | 0:1 |        | 3:0 | 3:1 | 8:1   | 6:1   | 1:1      |          |
| ÍF Fuglafjørður | 1:0 |     | 1:3 | 1:3 | 3:1 | 00:0 1 | 2:0   |       | 1:0 |        |     |     | 2:2 | 1:0    | 0:3 |     | 1:0   | 1:1   | 1:3      |          |
| KÍ Klaksvík     | 2:1 | 2:0 | 0:1 |     | 2:1 | 2:1    | 2:3   |       | 1:2 | 0:0    | 4:2 |     |     |        | 1:1 | 0:1 | 0:0   |       | 1:2      |          |
| NSÍ Runavík     | 3:1 | 1:0 | 2:0 |     | 2:1 | 3:0    | 0:2   | 2:2   | 1:0 |        | 3:2 | 3:2 | 2:4 |        |     |     | 2:2   | 2:0   | 1:3      |          |
| Skála ÍF        | 0:0 |     | 0:1 | 1:2 | 0:1 |        | 0:1   | 1:3   | 1:2 |        | 3:2 |     | 2:1 | 1:0    | 1:1 |     |       |       | 1:1      | 1:2      |
| Víkingur Gøta   | 1:2 |     | 4:1 | 0:1 | 2:2 |        | 2:0   |       | 0:0 | 3:4    | 0:1 | 2:0 | 3:3 | 00:0 1 | 1:0 | 2:1 | 2:1   |       |          |          |

## Torschützenliste
Bei gleicher Anzahl von Treffern sind die Spieler nach dem Nachnamen alphabetisch geordnet.

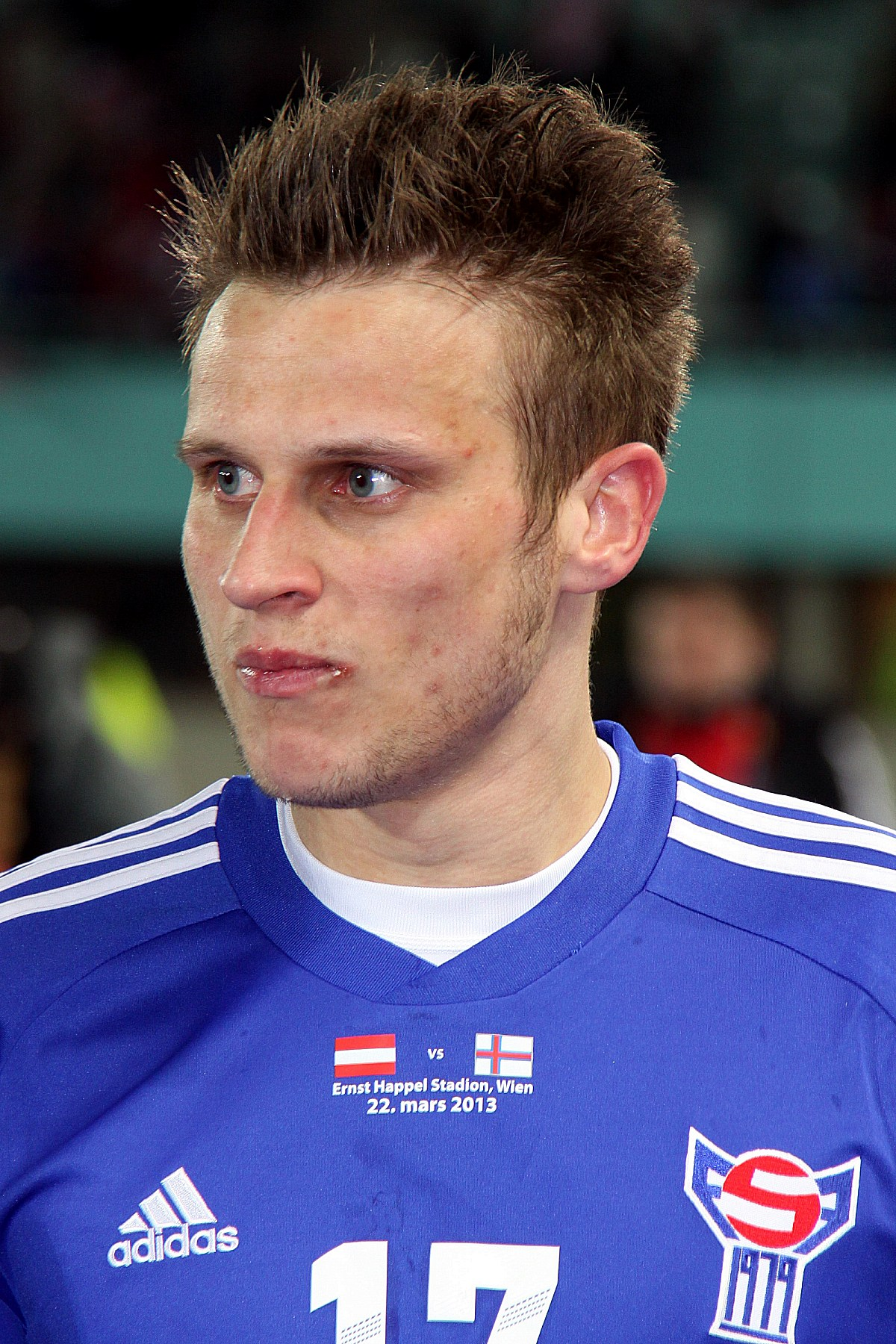
Torschützenkönig Arnbjørn Theodor Hansen

| Platz | Spieler                  | Mannschaft                       | Tore |
| ----- | ------------------------ | -------------------------------- | ---- |
| 1     | Arnbjørn Theodor Hansen  | EB/Streymur                      | 20   |
| 2     | Andrew av Fløtum         | HB Tórshavn                      | 15   |
| 3     | Hans Pauli Samuelsen     | EB/Streymur                      | 12   |
| 4     | Rodrigo Silva            | KÍ Klaksvík                      | 11   |
| 5     | Bartal Eliasen           | ÍF Fuglafjørður                  | 09   |
| 5     | Andreas Lava Olsen       | Víkingur Gøta                    | 09   |
| 5     | Károly Potemkin          | B36 Tórshavn (4) NSÍ Runavík (5) | 09   |
| 8     | Øssur Dalbúð             | NSÍ Runavík                      | 08   |
| 9     | Jákup á Borg             | HB Tórshavn (4) B36 Tórshavn (3) | 07   |
| 9     | Clayton Nascimento       | B71 Sandur                       | 07   |
| 9     | Christian Høgni Jacobsen | HB Tórshavn                      | 07   |

## Trainer
| Mannschaft      | Trainer                 | Spieltage |
| --------------- | ----------------------- | --------- |
| B36 Tórshavn    | Heðin Askham            | 01–27     |
| B68 Toftir      | Bill Mc. Leod Jacobsen  | 01–27     |
| B71 Sandur      | Eli Hentze              | 01–27     |
| EB/Streymur     | Sigfríður S. Clementsen | 01–27     |
| HB Tórshavn     | Rúni Nolsøe             | 01–27     |
| HB Tórshavn     | Sámal Erik Hentze       | 18–27     |
| ÍF Fuglafjørður | Abraham Løkin           | 01        |
| ÍF Fuglafjørður | Roy Róin                | 02–06     |
| ÍF Fuglafjørður | Dave R. Jones           | 07–17     |
| ÍF Fuglafjørður | Albert Ellefsen         | 18–27     |
| KÍ Klaksvík     | Eyðun Klakstein         | 01–21     |
| KÍ Klaksvík     | Petur Mohr              | 22–27     |
| NSÍ Runavík     | Jóhan Nielsen           | 01–27     |
| Skála ÍF        | John Petersen           | 01–27     |
| Víkingur Gøta   | Anton Skoradal          | 01–27     |

Insgesamt drei Teams veränderten die Trainerposition, ÍF Fuglafjørður hierbei dreimal. Bis auf HB Tórshavn, die sich nach der Unterstützung durch Sámal Erik Hentze vom vierten auf den zweiten Platz verbessern konnten verblieben die Mannschaften nach dem Trainerwechsel auf ihrer angestammten Position.

## Spielstätten
| Mannschaft      | Stadion                         | Spielort     |
| --------------- | ------------------------------- | ------------ |
| B36 Tórshavn    | Gundadalur                      | Tórshavn     |
| B68 Toftir      | Svangaskarð                     | Toftir       |
| B71 Sandur      | Inni í Dal                      | Sandur       |
| EB/Streymur     | Við Margáir                     | Streymnes    |
| HB Tórshavn     | Gundadalur                      | Tórshavn     |
| ÍF Fuglafjørður | Í Fløtugerði                    | Fuglafjørður |
| KÍ Klaksvík     | Við Djúpumýrar/Injector Arena 3 | Klaksvík     |
| NSÍ Runavík     | Við Løkin                       | Runavík      |
| Skála ÍF        | Undir Mýruhjalla                | Skáli        |
| Víkingur Gøta   | Sarpugerði                      | Norðragøta   |

## Schiedsrichter
Folgende Schiedsrichter, darunter auch jeweils einer aus Island und Norwegen, leiteten die 135 Erstligaspiele:
| Name                     | Stammverein     | Spiele |
| ------------------------ | --------------- | ------ |
| Ransin Napoleon Djurhuus | HB Tórshavn     | 22     |
| Petur Reinert            | Víkingur Gøta   | 22     |
| Lars Müller              | Royn Hvalba     | 19     |
| Dagfinn Olsen            | NSÍ Runavík     | 18     |
| Eiler Rasmussen          | Skála ÍF        | 17     |
| Rúni Gaardbo             | B68 Toftir      | 16     |
| Páll Augustinussen       | VB/Sumba        | 07     |
| Jens Petur Brattalíð     | VB/Sumba        | 06     |
| Georg Nolsøe Rasmussen   | B36 Tórshavn    | 05     |
| Einar Örn Danielsson     | –               | 01     |
| Dag Vidar Hafsås         | –               | 01     |
| Bárður Mortensen         | ÍF Fuglafjørður | 01     |

## Die Meistermannschaft
In Klammern sind die Anzahl der Einsätze sowie die dabei erzielten Tore genannt.
| 1. | EB/Streymur |
|    | Sorin Anghel (24/4) \| Marcell S. Balog (9/0) \| Egil á Bø (25/1) \| Fróði Clementsen (23/1) \| Arnar Dam (1/0) \| Dánjal S. Davidsen (16/0) \| Marni Djurhuus (25/0) \| Hanus Eliasen (24/3) \| Peter Foldgast (3/0) \| Arnbjørn T. Hansen (26/20) \| Levi Hanssen (27/1) \| Anders Post Jacobsen (10/0) \| Tonny S. B. Kruse (8/0) \| Leif Niclasen (27/0) \| Bárður Olsen (26/6) \| Brian Olsen (16/0) \| Magnus Emil Poulsen (1/0) \| Hans Pauli Samuelsen (27/12) \| Gunnar á Steig (2/0) \| Mikkjal K. Thomassen (13/0) \| René Tórgarð (24/0) \| Høgni J. Zachariassen (12/4) ohne Einsatz: Niels Pauli B. Danielsen \| Ólavur F. Ejdesgaard \| Brian Hansen \| Bárður Johannesen - Trainer: Sigfríður S. Clementsen |

## Auszeichnungen
Nach dem Saisonende gaben die Kapitäne und Trainer der zehn Ligateilnehmer sowie Pressemitglieder ihre Stimmen zur Wahl der folgenden Auszeichnungen ab:
- Spieler des Jahres: Arnbjørn T. Hansen (EB/Streymur)
- Torhüter des Jahres: Jákup Mikkelsen (KÍ Klaksvík)
- Trainer des Jahres: Sigfríður S. Clementsen (EB/Streymur)
- Nachwuchsspieler des Jahres: Róaldur Jakobsen (B36 Tórshavn)

## Nationaler Pokal
Im Landespokal gewann Meister EB/Streymur mit 3:2 gegen B36 Tórshavn und erreichte dadurch das Double.

## Europapokal
2008/09 spielte NSÍ Runavík als Meister des Vorjahres in der Qualifikation zur Champions League. Auswärts bei Dinamo Tiflis (Georgien) wurde das Spiel mit 0:3 verloren, das Rückspiel konnte NSÍ mit 1:0 gewinnen.
EB/Streymur spielte als Pokalsieger des Vorjahres in der Qualifikation zum UEFA-Pokal und verlor sowohl das Hinspiel als auch das Rückspiel jeweils mit 0:2 gegen Manchester City (England).
B36 Tórshavn spielte ebenfalls in der Qualifikation zum UEFA-Pokal. Das Hinspiel bei Brøndby IF (Dänemark) verlor B36 mit 0:1, das Rückspiel in Tórshavn wurde mit 0:2 verloren.
HB Tórshavn spielte im UI-Cup. Zu Hause verlor HB in der ersten Runde gegen IF Elfsborg (Schweden) mit 1:4, das Rückspiel ging 0:0 aus.